# Jošihiro Togaši
Jošihiro Togaši (japonsky 冨樫義博, Togaši Jošihiro) je japonský mangaka. Narodil se 27. dubna 1966 v prefektuře Jamagata. Jošihiro je známý díky vytvoření mangy Yu Yu Hakusho, za kterou dostal v roce 1994 ocenění Šogakukan Manga Šó, a mangy Hunter × Hunter.
Podle magazínu Šúkan šónen Jump[zdroj?] získal Jošihiro ocenění Tezuka Šó, nejvýznamnější ocenění komiksových umělců v Japonsku.
Jošihiro se oženil s Naoko Takeuči, tvůrkyní Sailor Moon. Jejich manželství také zmínil v pátém svazku Hunter × Hunter.

## Seznam vytvořených děl

### Manga
- Yu Yu Hakusho (幽☆遊☆白書)

Yu Yu Hakusho vycházelo v časopise Šúkan šónen Jump v letech 1990 až 1994. Celá manga čítá dohromady 19 svazků. Hrdinou je Júsuke Urameši, chlapec, který umřel a znovu ožil. Yu Yu Hakusho bylo později adaptováno do anime o 112 epizodách a také dvou celovečerních filmů.
- Trouble Quartet

Jošihiro také vytvořil tuto sportovní mangu, ve kterých jsou homosexuální postavy a témata jako crossdressing. Podle stránky 116 v prvním svazku Yu Yu Hakusho v Šúkan Šónen Jump se rozhodli nepublikovat tuto mangu. K roku 2007 nebyla manga nikdy publikována. Hlavní postava Trouble Quartet se jmenovala Gen Otoda (音田弦, Otoda Gen)
- Hunter × Hunter
- Level E (レベルE)
- Church!
- Ten de šówaru Cupid (てんで性悪キューピッド)
- Ókami nante kowakunai!! (狼なんて怖くない!!)

### Dětské knihy
- Óbónú to Čiibónú (おおぼーぬーとちぃぼーぬー)

Napsala Naoko Takeuči, nakreslil Jošihiro Togaši. Věnováno synovi k narozeninám.